# Abralia omiae
Abralia omiae is een inktvissensoort uit de familie van de Enoploteuthidae. De wetenschappelijke naam van de soort is voor het eerst geldig gepubliceerd in 2000 door Hidaka & Kubodera.